# Sequential function chart
Pour les articles homonymes, voir SFC.

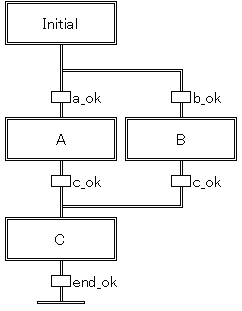
Diagramme de fonctions séquentielles

Le Sequential function chart, ou SFC (Diagramme de fonctions séquentielles en français) est un langage graphique de programmation des automates programmables industriels défini dans la norme CEI 61131-3.
Ce langage est une interprétation assez libre et plus permissive du Grafcet dont il est inspiré : le Grafcet est destiné à la spécification, alors que SFC est plus appliqué à la programmation.